# إشارة اجتماعية

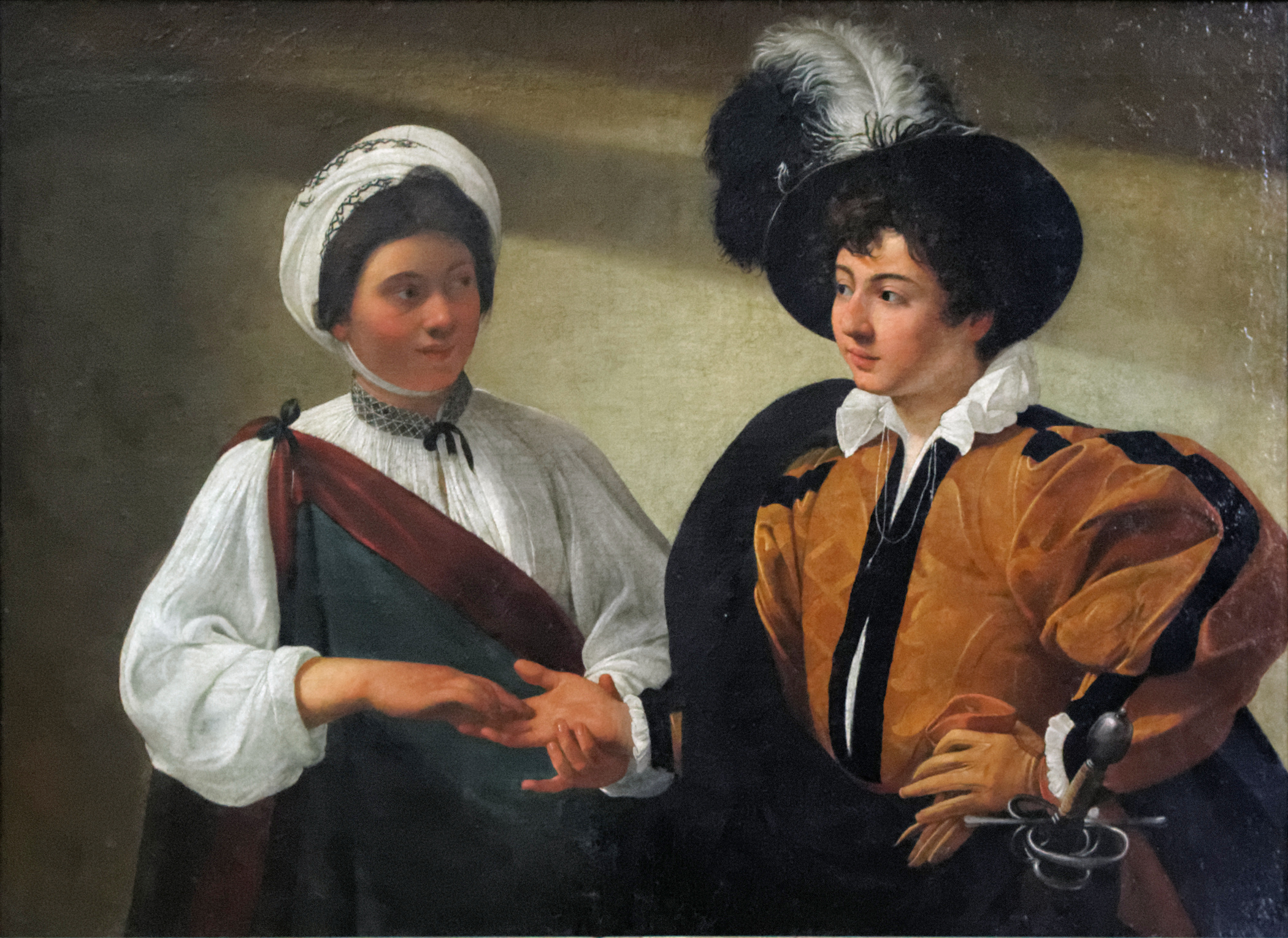
شخصان يتواصلان بالعين، لوحة (العراف) لكارافاجيو

الإشارات الاجتماعية (بالإنجليزية: Social cues) هي إشارات لفظية أو غير لفظية يُعبر عنها من خلال الوجه والجسم والصوت والحركة (وغيرها)، وتوجه هذه الإشارات المحادثات والتفاعلات الاجتماعية الأخرى من خلال التأثير على انطباعاتنا واستجاباتنا للآخرين. تُعد هذه الإشارات أدوات تواصل مهمة لأنها تنقل معلومات اجتماعية وسياقية وبالتالي تسهل الفهم الاجتماعي.
تتضمن بعض الأمثلة على الإشارات الاجتماعية ما يلي:
- التقاء العيون
- تعابير الوجه
- النغمة الصوتية
- لغة الجسد

تعد الإشارات الاجتماعية جزءًا من الإدراك الاجتماعي وتخدم أغراضًا متعددة في التنقل في العالم الاجتماعي، ونظرًا لطبيعة البشر الاجتماعية، فهم يعتمدون اعتمادًا كبيرًا على القدرة على فهم الحالات العقلية للآخرين والتنبؤ بسلوكهم.
من وجهة نظر التطور، تعتبر هذه القدرة حاسمة في المساعدة على تحديد التهديدات المحتملة والفرص المفيدة؛ وفي المساعدة على تكوين العلاقات والحفاظ عليها من أجل تلبية الاحتياجات الفسيولوجية الأساسية والسلامة. وتعطينا هذه الإشارات قدرة على التنبؤ بمعاني ونوايا الآخرين من أجل أن نكون قادرين على الاستجابة بطريقة فعالة وقابلة للتكيف، وكذلك توقع كيفية استجابة الآخرين لخيارات الشخص. على سبيل المثال، وُجد أن الناس يتصرفون بشكل أكثر إيجابية في نظرية الألعاب عند ينظر إليهم، ممّا يدل على وجود مخاطر محتملة على السمعة (انظر أيضًا تأثير مشاهدة العين).
القدرة على إدراك الإشارات الاجتماعية ودمجها في الأحكام المتعلقة بالحالات العقلية المتعمدة للآخرين (مثل المعتقدات والرغبات والعواطف والمعرفة) غالبًا ما يُشار إليها بنظرية العقل أو التعقيل، وتظهر عند حوالي 18 شهرًا من العمر. وتُعد معالجة الإشارات الاجتماعية وفك تشفيرها جزءًا مهمًا من التفاعل البشري اليومي (مثل تبادل الأدوار في المحادثة)، وبالتالي فهي مهارة بالغة الأهمية للتواصل والتفاهم الاجتماعي.
كما أن مراعاة الحالات الداخلية للآخرين مثل الأفكار أو العواطف يُعد جزءاً مهماً من تكوين العلاقات والحفاظ عليها، ونظام المراقبة الاجتماعية يوائم الأشخاص مع المعلومات الخارجية المتعلقة بالموافقة الاجتماعية والرفض من خلال زيادة الحساسية بين الأشخاص، و"الاهتمام والدقة في فك الإشارات الاجتماعية الشخصية" ذات الصلة باكتساب الإدماج. والقدرة على الكشف الدقيق عن كل من الإشارات الإيجابية والسلبية تسمح للفرد بالتصرف بشكل تكيفي، وتجنب الرفض في المستقبل، ممّا ينتج عنه اندماج اجتماعي أكبر. كما أن الحاجة العالية للاندماج الاجتماعي بسبب الأحداث الظرفية (مثل الرفض) تنشط مراقبة اجتماعية أعلى؛ والأفراد الذين يواجهون على وجه العموم احتياجات انتماء أكبر يرتبطون بحساسية أكبر بين الأشخاص. ومع ذلك، لا ينبغي الخلط بين هذه الآلية وحساسية الرفض، التي تًعد تحيز يفسر الإشارات الاجتماعية الغامضة على أنها علامات للرفض.
يمكن أن يجعل الوعي غير المتطور للإشارات الاجتماعية التفاعل في المواقف الاجتماعية صعبًا، وثمة العديد من الاضطرابات العقلية (مثل الفصام) التي تضعف هذه القدرة، وبالتالي تجعل التواصل الفعال وكذلك تكوين العلاقات مع الآخرين أمرًا صعبًا بالنسبة للشخص المصاب. بالإضافة إلى ذلك، تُظهر الأبحاث أن كبار السن يواجهون صعوبات في استخراج وفك تشفير الإشارات الاجتماعية من البيئة، وخاصة تلك المتعلقة بالفاعلية البشرية والقصد. في حين يعتمد الأطفال على الإشارات الاجتماعية أكثر من البالغين حيث يستخدمها الأطفال لفهم محيطهم والتعرف عليه.

## أمثلة على الإشارات الاجتماعية

### الإشارات غير اللفظية

#### إشارات الوجه

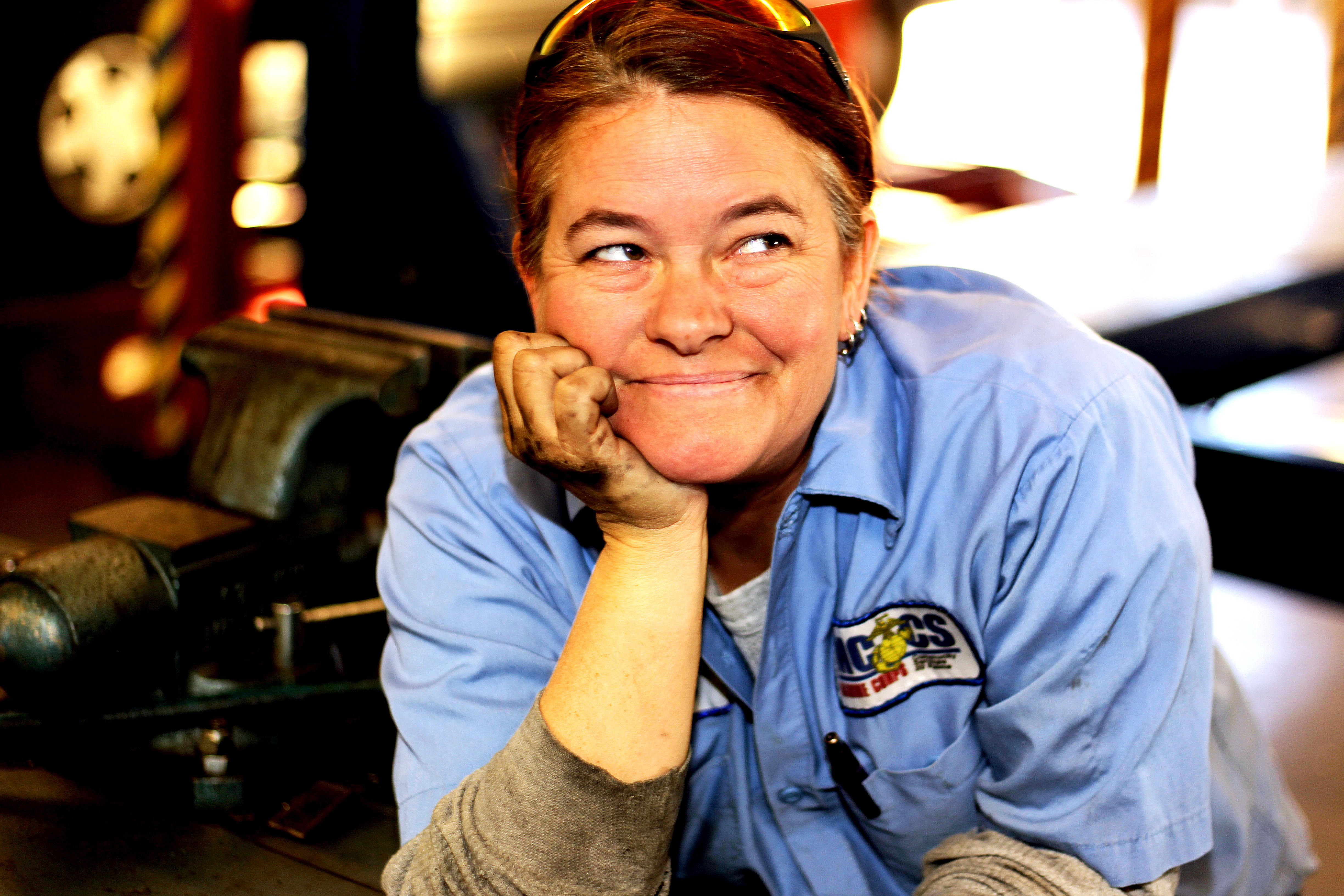
إدراك الوجه من أكثر المهارات تطوراً لدى البشر

تعابير الوجه هي إشارات نطلقها من خلال تحريك عضلات وجوهنا. وتشير تعبيرات الوجه بشكل عام إلى حالة عاطفية، وكل حالة عاطفية و/ أو الحالة الذهنية لها تعبير وجه محدد، كثير منها مستخدم عالميًا في جميع أنحاء العالم. بدون رؤية تعبيرات وجه شخص ما، لن يتمكن المرء من معرفة ما إذا كان الشخص الآخر يبكي أو سعيدًا أو غاضبًا، وما إلى ذلك. وعلاوة على ذلك، تمكّننا تعابير الوجه من فهم ما يحدث خلال المواقف الصعبة أو المربكة للغاية.
لا تدل إشارات الوجه إلى التعبيرات الصريحة فحسب، بل تشمل أيضًا مظهر الوجه، وثمة ثروة من المعلومات التي يجمعها الناس ببساطة من وجه الشخص في غمضة عين، مثل الجنس والعاطفة والجاذبية الجسدية والكفاءة ومستوى التهديد والجدارة بالثقة. ويعتبر إدراك الوجه من أكثر المهارات تطوراً لدى البشر. فالوجه هو أحد أعظم تمثيلات الإنسان، إذ يسمح وجه الشخص للآخرين بالحصول على معلومات حول هذا الشخص، وهو أمر مفيد عندما يتعلق الأمر بالتفاعل الاجتماعي.
تؤدي باحة الوجه المغزلي للدماغ البشري دورًا كبيرًا في إدراك الوجه والتعرف عليه؛ ومع ذلك، فإنها لا توفر معلومات مفيدة لمعالجة التعرف على المشاعر، والنبرة العاطفية، والانتباه المشترك، والتنشيط الاندفاعي لمعرفة الشخص والآثار المترتبة على السمات بناءً على مظهر الوجه.

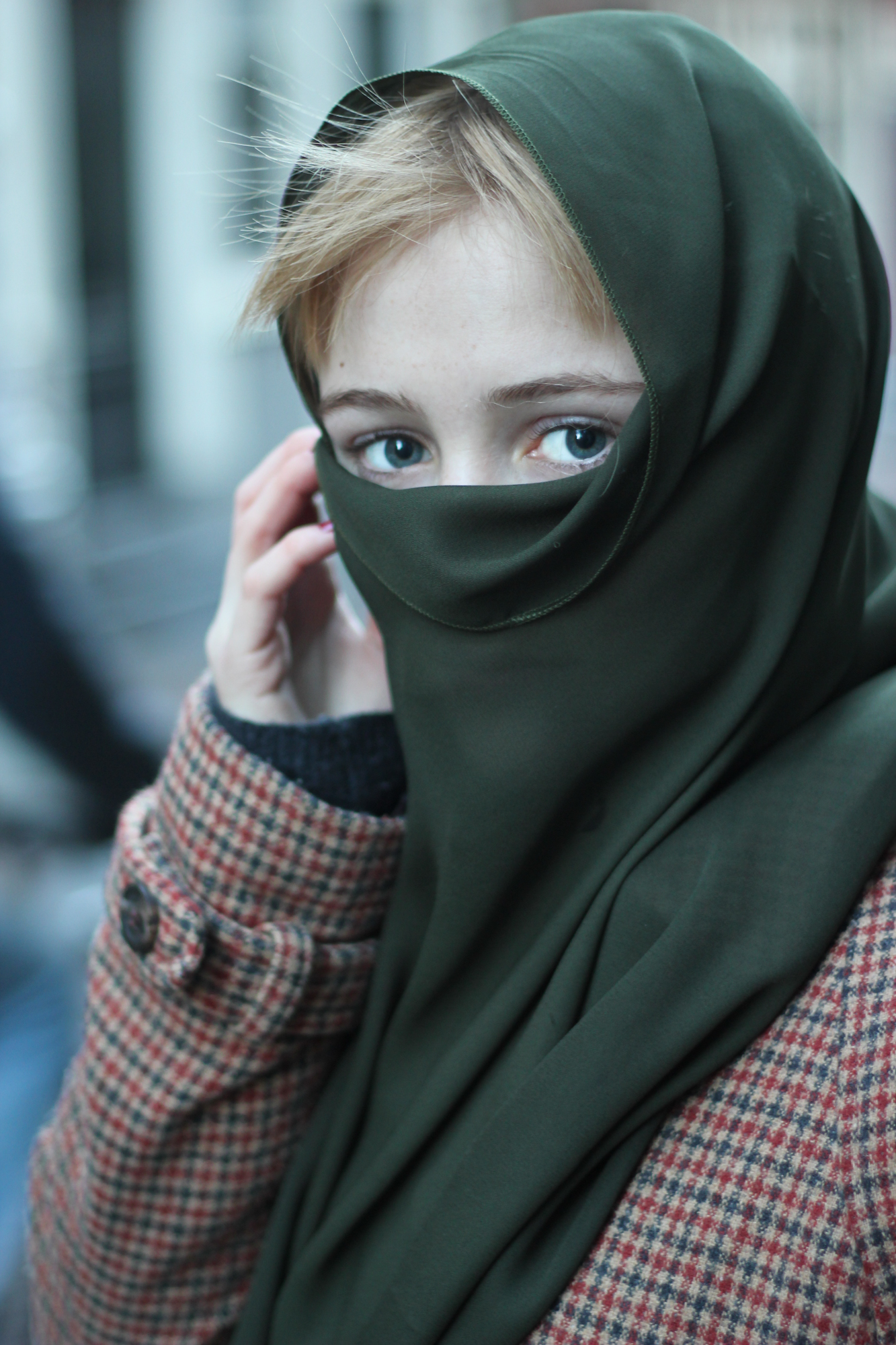
تعتبر العيون أداة مهمة للتواصل في التفاعلات الاجتماعية فإشارات التحديق قادرة على نقل المشاعر الأساسية مثل الحزن والخوف

يشار إلى مغالطة تقديم استنتاجات حول سمات الأشخاص من مظهر وجههم على أنها تأثير التعميم المفرط. على سبيل المثال، التعميم المفرط لوجه الطفل ينتج تصورًا متحيزًا بأن الأشخاص الذين تشبه ملامح وجههم تلك الخاصة بالأطفال لديهم سمات طفولية (مثل الضعف، والصدق، والحاجة إلى الحماية)؛ والوجه الجذاب يؤدي إلى أحكام مرتبطة بسمات شخصية إيجابية مثل الكفاءة الاجتماعية والذكاء والصحة. تؤثر ملامح الوجه التي تشبه تدني اللياقة (التعميم الشاذ للوجه)، والعمر (التعميم المفرط لوجه الطفل)، والعاطفة (التعميم المفرط للوجه) أو هوية معينة (التعميم المفرط للوجه المألوف) على تكوين الانطباع؛ وحتى أثر هذه الصفات يمكن أن يؤدي إلى مثل هذه الاستجابة. هذه التأثيرات سائدة على الرغم من الوعي العام بأن هذه الانطباعات على الأرجح لا تمثل الشخصية الحقيقية للشخص.
تعتبر العيون أداة مهمة للتواصل في التفاعلات الاجتماعية. فإشارات التحديق هي الحافز الاجتماعي الأكثر إفادة لأنها قادرة على نقل المشاعر الأساسية (مثل الحزن والخوف) وكشف الكثير عن الاهتمام الاجتماعي للشخص. يستجيب الأطفال الرضع البالغون من العمر 12 شهرًا لنظرات البالغين، مما يشير إلى أن العيون هي وسيلة مهمة للتواصل، حتى قبل تطوير اللغة المنطوقة. اتجاه نظرة العين ينقل الاهتمام الاجتماعي للشخص؛ والاتصال بالعين يمكن أن يوجه الانتباه ويلتقطه وكذلك يكون بمثابة إشارة جذب. يستخدم الأفراد التحديق المتابع ويسعون إلى تقديم معلومات للتنبيه عندما لا تُقدم المعلومات بطريقة شفهية. ومع ذلك ، لا يبحث الأشخاص عن إشارات التحديق عندما لا تتوفر أو عندما تحتوي التعليمات المنطوقة على جميع المعلومات ذات الصلة.
تُظهِر الأمثلة الواقعية أن الدرجة التي نسعى إليها ونتبعها قد تتغير بناءً على مدى قرب المعيار من التفاعل الاجتماعي الحقيقي. وقد يستخدم الأشخاص التحديق المتابع لأنهم يريدون تجنب التفاعلات الاجتماعية. وقد وجدت التجارب السابقة أن التواصل بالعين يكون أكثر احتمالًا عندما يكون وجه المتحدث واضحاً لفترات أطول.

#### إشارات الحركة

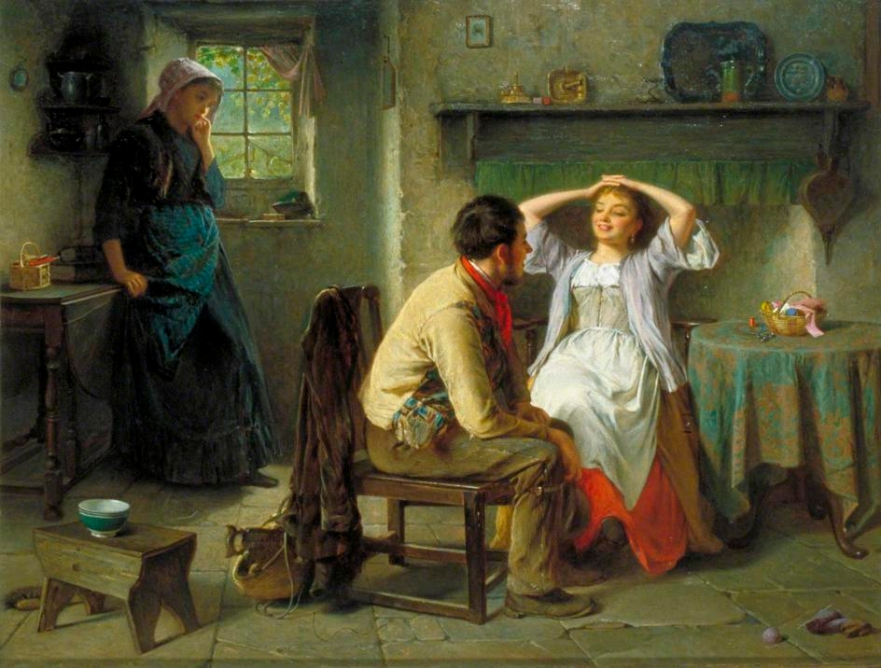
دراسة لغة الجسد: لوحة هاينز كينج الغيرة والغزل (1874)

لغة الجسد ووضعية الجسد هي إشارات اجتماعية أخرى نستخدمها لتفسير مشاعر شخص آخر. وهي بخلاف تعبيرات الوجه، وتعد لغة الجسد والوضعية إشارات اجتماعية غير لفظية رئيسة. على سبيل المثال، يمكن استخدام لغة الجسد لتحديد مساحة شخصية، وهي مقدار المساحة التي يحتاجها المرء ليشعر بالراحة. لذلك يمكن أن يكون حركة التراجع مثلاً إشارة اجتماعية تشير إلى انتهاك المساحة الشخصية.
ينتبه الناس إلى إشارات الحركة حتى مع وجود إشارات بصرية أخرى (مثل تعبيرات الوجه). وبطبيعتها الموجزة، يمكن أن تؤثر عروض حركة الجسم على الأحكام الاجتماعية أو الاستنتاجات المتعلقة بشخصية الشخص وسلوك التزاوج والجاذبية. على سبيل المثال، قد تشير السعة العالية إلى الانبساط والحركات العمودية قد تشكل انطباعًا بالعدوانية.
الإيماءات هي حركات محددة يقوم بها المرء باليد من أجل توصيل رسالة ما بشكل أكبر. يمكن أن تساعد بعض الإيماءات مثل إيماءات التأشير في توجيه تركيز الناس إلى ما يدور حولهم وهو أمر مهم. لا يساعد استخدام الإيماءات المتحدث فقط على معالجة ما يقوله بشكل أفضل، ولكنه يساعد أيضًا المستمع على فهم ما يقوله المتحدث بشكل أفضل.

## الآليات
وجد مؤخرًا في مجال دراسة الإشارات الاجتماعية أن أفضل تعريف لإدراك الإشارات الاجتماعية هو الجمع بين الإشارات المتعددة وتدفقات المعالجة، والتي يشار إليها أيضًا باسم تكامل الإشارات. إذ تعالج المنبهات من خلال مشاركة التجربة والعقلانية ويكون الاستدلال على احتمالية الحالة الداخلية للشخص الآخر عبر احتمال بيشان.
مشاركة التجربة هي ميل الشخص إلى تقليد تعابير وجه شخص آخر ووضعه وحالته الداخلية وغالبًا ما يكون مرتبطًا بمجال التعاطف. يمكن أن يؤدي تحفيز التميز من الناحية الإدراكية إلى قيام الشخص تلقائيًا باستخدام نهج تصميم أعلى أسفل وأسفل أعلى أو نوايا أو أهداف معرفية من أعلى إلى أسفل. هذا يجعل الشخص يتحرك بطريقة محسوبة.
تستخدم إشارة محيطية لقياس الإشارة المكانية، والتي لا تعطي معلومات حول موقع الأهداف. وبطبيعة الحال، تعالج الإشارات السياقية الأكثر صلة فقط وهذا يحدث بسرعة كبيرة (حوالي 100-200 مللي ثانية). غالبًا ما يشار إلى هذا النوع من المعالجة الآلية السريعة بالحدس ويسمح لنا بدمج الإشارات المعقدة متعددة الأبعاد وتوليد السلوك المناسب في الوقت الفعلي.
توضح نماذج التعلم المعرفي كيف يربط الناس الإشارات ببعض النتائج أو الاستجابات. يمكن أن يقوي التعلم الارتباطات بين الإشارات والنتائج التنبؤية ويضعف الصلة بين الإشارات والنتائج غير الوصفية. ركز كولينز وآخرون على جانبين من ظواهر التعلم في نموذج EXIT. الأول هو المنع الذي يحدث عندما تُقدّم إشارة جديد بإشارة لها معنى بالفعل. والثاني هو التمييز الذي يحدث عندما يولي الفرد اهتمامًا وثيقًا لإشارة من شأنها أن تغير معنى إشارة يعرفها بالفعل. عند إضافة إشارة جديد مع إشارة سابقة، يُقال إن الأفراد يركزون فقط على الإشارة الجديدة لاكتساب فهم أفضل لما يجري.

### مناطق الدماغ المشاركة في المعالجة

وجد بنجامين ستراوب وأنطونيا جرين وأندرياس يانسن وأنجان تشاترجي وتيلو كيرشر، أن الإشارات الاجتماعية تؤثر على المعالجة العصبية لألفاظ إيماءات الكلام. ركزت الدراسات السابقة على التفكير العقلي باعتباره جزءًا من إدراك الإشارات الاجتماعية ويعتقد أن هذه العملية تعتمد على الجهاز ام العصبي، والذي يتكون من:
- قشرة مجزأة
- نصف كرة مخية
- التلم الصدغي العلوي

عندما يركز الأشخاص على الأشياء في سياق اجتماعي، تتنشط قشرة الفص الجبهي الوسطى ومناطق الطلل في الدماغ، ولكن عندما يركز الناس على سياق غير اجتماعي، لا يحدث التنشيط في هذه المناطق. افترض ستراوب والآخرون أن مناطق الدماغ المشاركة في العمليات العقلية مسؤولة بشكل أساسي عن معالجة الإشارات الاجتماعية. يُعتقد أنه عند استخدام الإيماءات الأيقونية، سوف تُنشط المناطق الصدغية والقذالية اليسرى، وعندما تُنشط الإيماءات الرمزية، سوف تُنشط القطبين الصدغيين. عندما يتعلق الأمر بالكلام المجرد والإيماءات، سوف تُشيط التلفيف الأمامي الأيسر وفقًا لـهولاء الباحثين. بعد إجراء تجربة حول كيفية تأثير وضع الجسم والكلام والإيماءات على التنشيط في مناطق مختلفة من الدماغ، ستراوب والآخرون توصلوا إلى الاستنتاجات التالية:
1. عندما يواجه شخص ما رأسًا على القذالي، ينشط الفص الجداري الأمامي السفلي والجبهة الوسطى والأمامية اليمنى والصدغية اليسرى.
2. عندما شاهد المشاركون ممثلاً يلقي خطابًا يتحدث عن شخص آخر، نُشطت شبكة ممتدة من المناطق الصدغية والجبهة الثنائية.
3. عندما شاهد المشاركون ممثلاً تحدث عن الأشياء وقام بإيماءات رمزية، نُشطت مناطق الدماغ الصدغي والجداري. والاستنتاج هو أن ستراوب والآخرون توصلوا إلى أن معلومات إيماءات الكلام تتأثر بإشارات اجتماعية تعتمد على السياق.[26]

تم تحديد اللوزة الدماغية والتلفيف المغزلي والفص الجزيري والمناطق الصدغية العلوية والمتوسطة كمناطق في الدماغ تلعب دورًا في الإشارات العاطفية البصرية. وُجد أن هناك تنشيطًا أكبر في التلفيف الصدغي العلوي الأمامي الثنائي والتلفيف المغزلي الثنائي عندما يتعلق الأمر بالمحفزات العاطفية. رُبطت اللوزة بالتقييم التلقائي للتهديد، ومعلومات تكافؤ الوجه، وموثوقية الوجوه.
عندما يتعلق الأمر بالإشارات المرئية، يتابع الأفراد نظرة الآخرين لمعرفة ما الذي ينظرون إليه. لقد وجد أن هذه الاستجابة قابلة للتكيف تطوريًا نظرًا لحقيقة أنها يمكن أن تنبه الآخرين إلى الأحداث في البيئة. ما يقرب من 50٪ من الوقت، تواجه الإشارات الطرفية صعوبة في العثور على موقع الهدف. أظهرت الدراسات أن النظرة الموجهة تؤثر على توجيه الانتباه بطريقة تلقائية على ما يبدو. جزء من الدماغ يشارك عندما يتجنب شخص آخر نظره هو أيضًا جزء من التوجيه المتعمد. وجد باحثون سابقون أن إشارات الأسهم مرتبطة بالمناطق الأمامية-الجدارية، في حين أن إشارات السهم والتحديق كانت مرتبطة بالمناطق القذالية والزمانية. لذلك، قد تعتمد إشارات التحديق بالفعل على العمليات التلقائية أكثر من إشارات الأسهم. ازدادت أهمية نظرة العين خلال الفترة الزمنية التطورية.
المناطق المرئية ذات المستوى الأعلى، مثل التلفيف المغزلي والقشرة الخارجية والتلم الصدغي العلوي هي مناطق الدماغ التي وجدت الدراسات أنها مرتبطة بالمعالجة الحسية للمحفزات الاجتماعية / البيولوجية.
وجدت الدراسات السلوكية أن نصف الكرة الأيمن مرتبط بشكل كبير بمعالجة ميزة المجال البصري الأيسر لمحفزات الوجه والنظرة. يعتقد الباحثون أن التلم الصدغي العلوي الصحيح مرتبط أيضًا في استخدام النظرة لفهم نوايا الآخرين. أثناء النظر في الإشارات الاجتماعية وغير الاجتماعية، وجد أنه عُثر على مستوى عالٍ من النشاط في القشرة الخارجية الثنائية فيما يتعلق بإشارات التحديق مقابل الإشارات المحيطية. كانت هناك دراسة أجريت على شخصين مصابين بانقسام الدماغ، من أجل دراسة كل نصف من الكرة الأرضية لمعرفة ما هو دورهم في التحديق. تشير النتائج إلى أن إشارات التحديق تظهر تأثيرًا قويًا في نصف الكرة المخي للتعرف على الوجه، مقارنةً بالإشارات غير الاجتماعية. تشير نتائج دراسة جرين وزيدل إلى أنه فيما يتعلق بالمجالات المرئية، تتم معالجة المعلومات بشكل مستقل وأن النصف المخي الأيمن يظهر توجهًا أكبر.

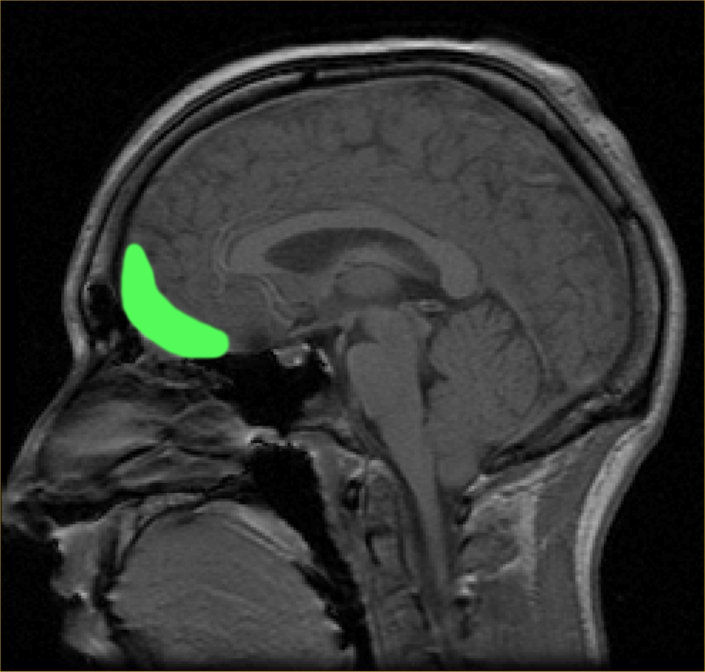
المكان التقريبي للقشرة الجبهية الحجاجية

فيما يتعلق بالتعبير العاطفي، فقد ثبت أن القشرة الصدغية العلوية نشطة أثناء الدراسات التي تركز على إدراك الوجه. ومع ذلك، عندما يتعلق الأمر بهوية الوجه، فإن القشرة الصدغية والمغزلية السفلية نشطة. أثناء معالجة الوجه، تُظهر اللوزة والتلفيف المغزلي ارتباطًا وظيفيًا قويًا. يمكن أن يتأثر التعرف على الوجه إذا كان هناك تلف في القشرة الجبهية الحجاجية. تنشط اللوزة أثناء تعابير الوجه وتحسن الذاكرة طويلة المدى للمنبهات العاطفية طويلة المدى. وقد وجد أيضًا أن هناك خلايا عصبية استجابة للوجه في اللوزة. تشير العلاقة بين اللوزة المخية والقشرة الجبهية الحجاجية وبنى الفص الصدغي الإنسي الأخرى إلى أنها تؤدي دورًا مهمًا في الذاكرة العاملة للإشارات الاجتماعية. تحتاج الأنظمة التي تعتبر حاسمة في تحديد ومعالجة العاطفة والهوية إلى التعاون من أجل الحفاظ على الإشارات الاجتماعية.
من أجل مراقبة تعبيرات الوجه المتغيرة للأفراد، قد يكون قرن آمون والقشرة الجبهية الحجاجية جزءًا مهمًا في توجيه السلوك الاجتماعي في العالم الحقيقي في التجمعات الاجتماعية. قد يكون قرن آمون جزءًا من استخدام الإشارات الاجتماعية لفهم المظاهر العديدة لنفس الشخص خلال فترات تأخير قصيرة.
تعتبر القشرة الجبهية الحجاجية مهمة في معالجة الإشارات الاجتماعية مما يدفع الباحثين إلى الاعتقاد بأنها تعمل مع الحُصين لإنشاء وصيانة واسترداد التمثيلات المقابلة لنفس الفرد الذي يُرى بتعبيرات وجه متعددة في الذاكرة العاملة. وبعد مواجهة نفس الشخص عدة مرات بإشارات اجتماعية مختلفة، تستخدم القشرة الجبهية الحجاجية اليمنى وقرن آمون بقوة أكبر ويظهران اتصالًا وظيفيًا أقوى عند إزالة الغموض عن كل لقاء مع هذا الفرد.
أثناء فحص التصوير بالرنين المغناطيسي الوظيفي، أظهرت القشرة الجبهية الحجاجية الجانبية، وقرن آمون، والتلفيف المغزلي ثنائي الجانب نشاطاً بعد مقابلة نفس الشخص مرة أخرى، وبعد أن رأينا من قبل إشارات اجتماعية مختلفة. قد يشير هذا إلى أن كلا المنطقتين من الدماغ تساعدان في استرداد المعلومات الصحيحة حول آخر لقاء للشخص مع الشخص. إن القدرة على فصل اللقاءات المختلفة مع الأشخاص المختلفين الذين شوهدوا بإشارات اجتماعية مختلفة تقود الباحثين إلى الاعتقاد بأنها تسمح بالتفاعلات الاجتماعية المناسبة.
يرى روس ولوبريستي وشون أن القشرة الجبهية الحجاجية والحصين يمثلان جزءًا من الذاكرة العاملة والذاكرة طويلة المدى، مما يسمح بالمرونة في ترميز التمثيلات المنفصلة للفرد في السياقات الاجتماعية المتنوعة التي نواجهها.

الهيكل الكيميائي للأوكسيتوسين (Oxytocin)

أُطلق على الأوكسيتوسين اسم "الهرمون الاجتماعي"، وتقدم الأبحاث التي أُجريت على الفئران دليلًا قويًا على أن الاتصال الاجتماعي يعزز مستويات الأوكسيتوسين في الدماغ والذي يمهد بعد ذلك الطريق للروابط الاجتماعية. وفي السنوات الأخيرة، وجد أن استنشاق الأوكسيتوسين عبر الممر الأنفي يزيد الثقة تجاه الغرباء ويزيد من قدرة الشخص على إدراك الإشارات الاجتماعية. ورصدت زيادة في نشاط اللوزة التي يسببها الوجه بسبب الأوكسيتوسين في النساء.
وثمة نتائج تشير إلى أن الأوكسيتوسين يزيد من حدوث تحولات الانتباه إلى منطقة العين في الوجه مما يشير إلى أنه يغير استعداد الدماغ إلى منبهات ذات مغزى اجتماعيًا. ويرمز عصبون الدوبامين من المنطقة السقيفية البطنية إلى بروز المحفزات الاجتماعية وغير الاجتماعية. وجد بارتز وآخرون أن تأثيرات الأوكسيتوسين تعتمد على الشخص، مما يعني أن كل فرد سوف يتأثر بشكل مختلف بالأوكسيتوسين، وخاصة أولئك الذين يعانون من مشاكل في المواقف الاجتماعية. البحث الذي أجراه جروب وآخرون. يدعم أن البروز التحفيزي للإشارات الاجتماعية يعززه الأوكسيتوسين. عُثر على الأوكسيتوسين لزيادة الإشارات ذات الصلة اجتماعياً.

## استخدام الإشارات الاجتماعية في مرحلة الطفولة المبكرة
منذ الصغر يُعلم الشباب استخدام الإشارات الاجتماعية للآخرين لاكتساب نظرة ثاقبة حول العالم من حولهم. هناك أيضًا دليل على أن الاعتماد على الإشارات الاجتماعية هو اتجاه يحدث بشكل طبيعي. وقد وجدت الأبحاث أنه منذ الولادة، يفضل الأطفال حديث الطفل على الكلام الموجه للبالغين. وفي عمر 6 أشهر، يفضل الأطفال شخصًا تحدث معهم سابقًا ويتحدث لغتهم الأم، على من يتحدث لغة أجنبية. وفقًا لغولاي وستيري، أن الأطفال في عمر 9 أسابيع يركزون بشكل أكبر على منطقة عين الشخص البالغ عندما يتحدثون معهم، أكثر من تركيزهم عندما يكونون صامتين وينظرون إليهم. خلص كل من غولاي وستيري إلى أنه عند الولادة، يستطيع الأطفال قراءة شكلين من الإشارات الاجتماعية: نظرة العين والصوت.

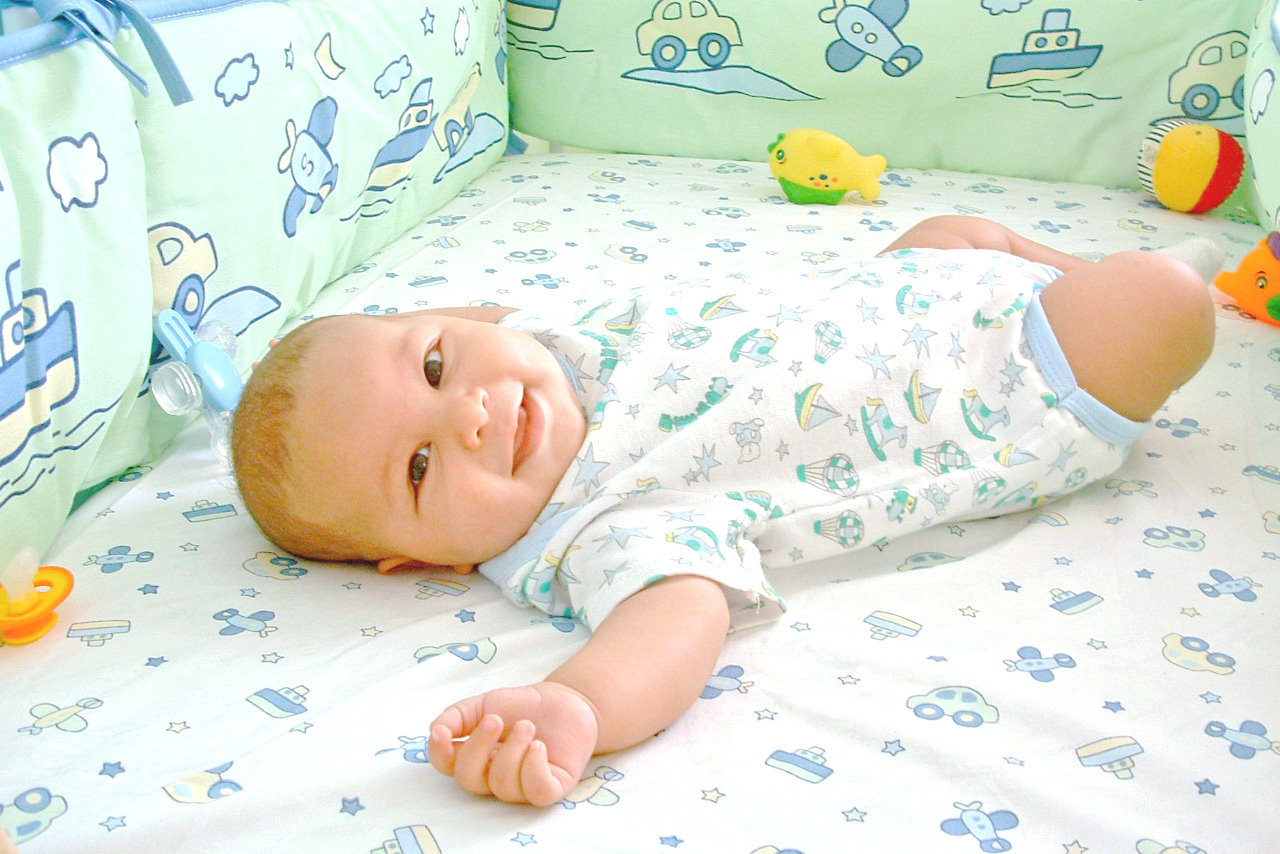
يستخدم الأطفال الإشارات الاجتماعية مثل نظرة العين والتفاعل مع تعبيرات الوجه لفهم نوايا البالغين

يستخدم الأطفال الإشارات الاجتماعية مثل نظرة العين والتفاعل مع تعبيرات الوجه لفهم نوايا البالغين أثناء استخدام علامات ورموز مختلفة. افترض ليكمان وسولمان وتوه أن الأطفال سيولون المزيد من الاهتمام ما إذا كان لدى الكبار تعابير وجه جذابة. واختبرا فرضيتهما على أطفال تتراوح أعمارهم بين عامين وثلاثة أعوام باستخدام ثلاث علامات: إصبع المؤشر، ونسخة طبق الأصل، وسهم. وبعد تجربتهم الأولى دعمت فرضيتهما. ووجدا أن الأطفال الصغار فهموا الأسباب الكامنة وراء الرمز أو الإشارة بوجود وجه جذاب. ومع ذلك، عندما لم يكن هناك وجه مرئي، انخفض الأداء بشكل ملحوظ. أما ليكام وآخرون فقد ذكروا أنه من المفهوم أن الأطفال قد فهموا أهمية علامة التأشير نظرًا لمعرفتهم بها؛ يمكن للأطفال فهم مرجع الإشارة منذ 12 شهرًا. وتوصل الباحثون إلى استنتاج مفاده أنه من الأسهل للأطفال التعرف على إجراء نُفذ باليد، في وقت مبكر يصل إلى 7 أشهر، من فهم القصد من فعل يد مرتدية القفاز.
الإشارة الاجتماعية المهمة التي تساعد الأطفال عندما يتعلق الأمر بوظيفة علامة أو رمز هي وجه جذاب. وخلال المهام الصعبة وغير المألوفة للدراسة، بحث الأطفال عن الإشارات الاجتماعية أكثر.
وفقًا للدراسات التي أجريت على المراجع الاجتماعية، يستخدم الأطفال الإشارات العاطفية للآخرين لتوجيه سلوكهم. يُنظر إلى الإشارات الصوتية على أنها أكثر فاعلية لأن الرضع معتادون على الإشارات الصوتية فقط من والديهم. ووُضح ذلك في دراسة جرف بصري أجراها فايش وستريانو حيث تُرك الأطفال على الطرف النازل من جرف زجاجي شبكي وكانت الأمهات على الطرف الآخر. استخدمت الأمهات إشارات الوجه والصوت، أو إشارات الوجه فقط، أو الإشارات الصوتية فقط لإرشاد أطفالهن إلى الأمام. وأظهرت الدراسة أن الأطفال عبروا بشكل أسرع استجابة للإشارات الصوتية فقط من إشارات الوجه فقط. يعتقد أن السبب في قيام الأطفال بذلك هو اعتيادهم على الإشارات الصوتية فقط من والديهم.
في الدراسات السابقة، وُجد أن الأطفال يستخدمون الإشارات الاجتماعية لمساعدتهم على تعلم كلمات جديدة، خاصةً عند وجود أشياء متعددة. استخدمت معظم الدراسات شيئين أو أكثر في وقت واحد لاختبار ما إذا كان بإمكان الأطفال تعلم ما إذا كانوا قد انتبهوا للإشارات المقدمة.
في عمر 14 شهرًا، تتبع الأطفال نظرة شخص بالغ إلى شيء ما، مما يشير إلى أنهم يعتقدون أن العيون مهمة للبحث. تعد إدارة الرأس إشارات مرجعية للأطفال. في عمر 18 شهرًا تقريبًا، تصبح الإشارات الاجتماعية مفيدة للرضع، على الرغم من أنها ليست مفيدة دائمًا. ويعتمد الأطفال الصغار على إشارات الانتباه بينما يعتمد الأطفال الأكبر سنًا بشكل أكبر على الإشارات الاجتماعية لمساعدتهم على تعلم الأشياء. ومع ذلك، فقد وُجد أن الأطفال الرضع بعمر 12 شهرًا لا يمكنهم استخدام إشارات مثل نظرة العين واللمس والتعامل لتعلم الملصقات. تظهر الأبحاث أن الأطفال الرضع بعمر 15 شهرًا حساسون لاتجاه النظر الذي يوجهه الكبار ويمكنهم استخدام هذه الإشارات بشكل صحيح للمساعدة في الكلمات الجديدة المرجعية.
حتى عندما نكون أطفالًا صغارًا، فإننا نحصل على إشارات اجتماعية من الآخرين ونحدد كيف يجب أن نتصرف بناءً على هذه الإشارات التي نتلقاها من البالغين. يذكر سميث ولافرينيير الوعي المتكرر بالقصد، وهو فهم كيفية تأثير الإشارات التي يقدمها المرء على معتقدات وأفعال أولئك الذين يتلقونها. يغيب الوعي المتكرر بالقصد عند الأطفال دون سن الخامسة، ولكنه يتطور خلال مرحلة الطفولة المتوسطة. لقد اختبروا لمعرفة ما إذا كان الأطفال الذين تتراوح أعمارهم بين 4 و6 و8 سنوات قادرين على قراءة نوايا شريكهم في اللعبة من خلال التلميحات غير اللفظية وتعبيرات الوجه. وجدوا أن الأطفال في الثامنة من العمر كانوا أكثر قدرة على قراءة إشارات شركائهم واستندوا في قراراتهم إلى تلك الإشارات.

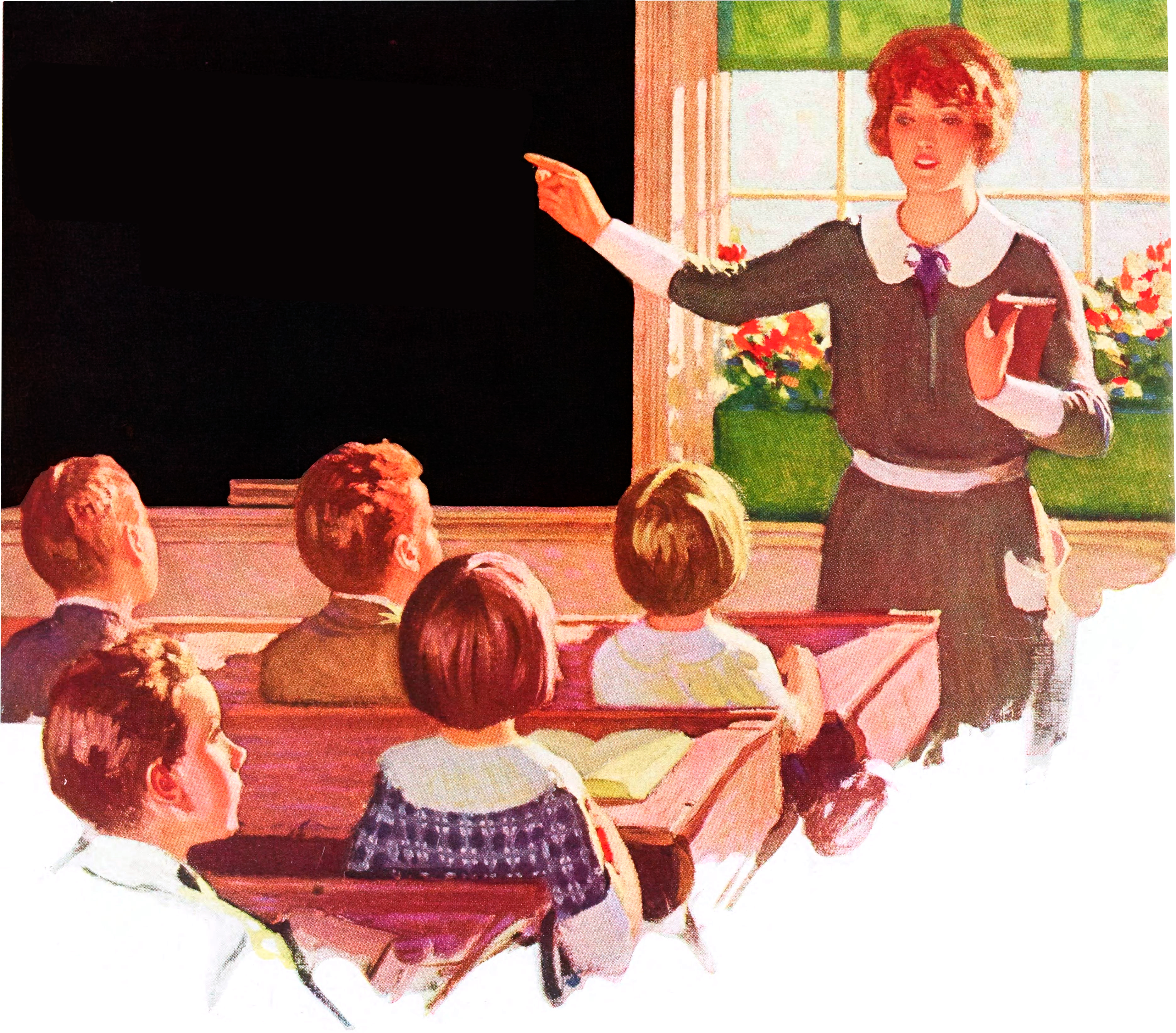
ثمة تطور في الإشارات بين المعلم والطالب في الفصل الدراسي

### في المدرسة
في الفصل الدراسي ثمة تطور في الإشارات بين المعلم والطالب. يبدو أن الفصول الدراسية تطوّر طرقها الخاصة للتحدث وتوصيل المعلومات. بمجرد حدوث مجموعة من السلوكيات اللفظية وغير اللفظية في الفصل الدراسي على أساس ثابت، فإنها تصبح قاعدة / مجموعة من القواعد داخل الفصل الدراسي. الإشارات التالية هي مؤشرات غير لفظية تفسح المجال لمعايير معينة في الفصل الدراسي:
- طبقات الصوت
- تشديد النَّبرةَ
- الانحناء

يطور المعلمون والطلاب طريقة لفهم الطريقة التي يفكر بها الآخرون، ويؤمنون بها، ويتصرفون بها ويدركون معها الأشياء. يمكن للمدرس استخدام نظرة عينيه وموضع جسمه للإشارة إلى المكان الذي يجب أن ينصب فيه انتباه الطالب. في بعض الأحيان عندما يكون الطلاب عالقين في مناقشة سابقة أو لا يمكنهم تحديد استجابة مناسبة للموضوع الحالي، فقد يعني ذلك أنهم لم يدركوا بشكل صحيح الإشارات التي كان المعلم يعرضها. يجب على كل من الطلاب والمعلمين قراءة إشارات الفصل الدراسي لجمع ما يجري، وما إذا كان من المفترض أن يفعلوا شيئًا وكيف يفعلون ذلك، والأفعال المنطقية الأساسية.

## ضعف في الاضطرابات النفسية
يُعد تفسير الإشارات الاجتماعية بدقة جزءًا حيويًا من الوظيفة الاجتماعية العادية. ومع ذلك، فإن الأفراد الذين يعانون من اضطرابات نفسية معينة، بما في ذلك الفصام واضطراب القلق الاجتماعي واضطراب فرط الحركة ونقص الانتباه، يميلون إلى مواجهة صعوبات في تفسير واستخدام هذه الإشارات.

### انفصام في الشخصية
وفقًا للدليل التشخيصي والإحصائي للاضطرابات العقلية (DSM)، فإن الفصام يٌعد اضطراباً نفسياً يجب أن يتضمن اثنين من الأعراض الخمسة المذكورة هنا:
1. الأوهام
2. الهلوسة
3. كلام غير منظم
4. سلوك غير منظم بشكل فادح أو شذوذ الحركة
5. الأعراض السلبية: تبلد المشاعر، أو الذعر، أو انعدام الدافعية[60]

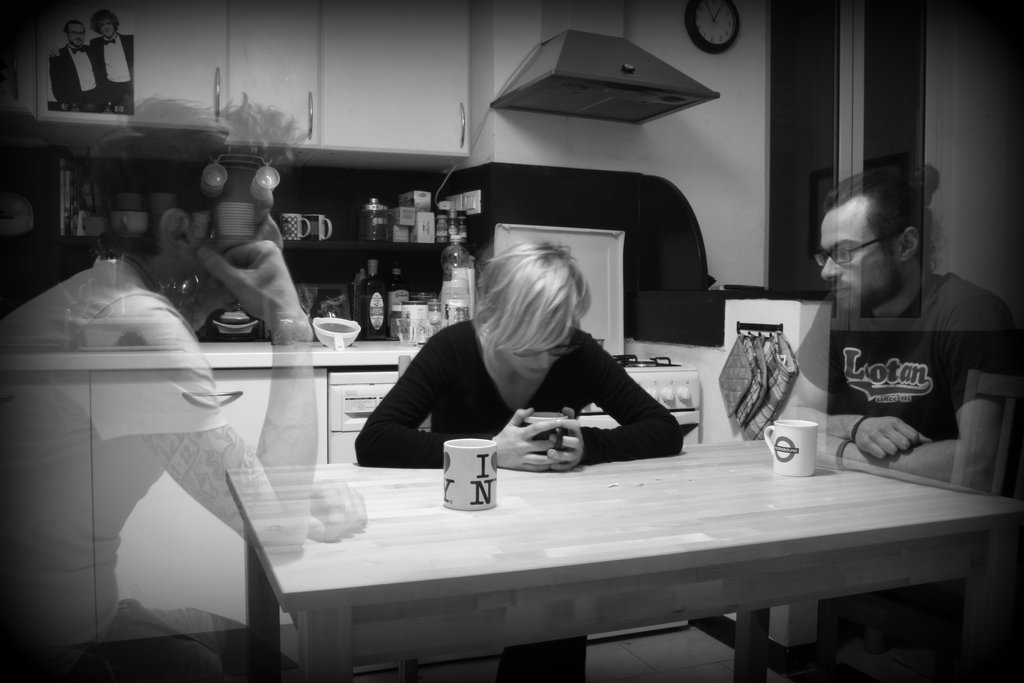
يجد الأشخاص المصابون بالفصام صعوبة في التعرف على الإشارات الاجتماعية

يجد الأشخاص المصابون بالفصام صعوبة في التعرف على الإشارات الاجتماعية. وبشكل أكثر تحديدًا، وجد أن الأشخاص المصابين بالفصام يعانون من عجز في التعرف على الوجه العاطفي، والمعرفة الاجتماعية، والتعاطف، والإشارات غير اللفظية، والمعالجة العاطفية. معظم هذه الجوانب جزء من فئة تسمى الإدراك الاجتماعي. ومع ذلك، فإن معظم المهام المتعلقة بالإدراك الاجتماعي تتضمن المعالجة العاطفية والتعاطف ومعرفة الأعراف الاجتماعية. عند التعامل مع التعرف على تعبيرات الوجه، وجدت الأبحاث الحديثة أن الأشخاص الذين يعانون من هذا الاضطراب غير قادرين على التعرف على تعبيرات الوجه التي تظهر مشاعر سلبية، بما في ذلك الخوف والحزن والغضب والاشمئزاز. نتيجة لذلك، يعاني الأشخاص المصابون بالفصام من صعوبة في فهم المواقف التي تنطوي على أنواع مختلفة من التعاطف، خاصة المواقف التي تتطلب التعاطف مع الألم.
بالإضافة إلى ذلك ، فقد وجدت الأبحاث أن المصابين بالفصام هم أكثر عرضة لتقديم إيجابيات خاطئة إضافية عندما تكون جوانب المهمة أكثر تجريدًا. تظهر الإيجابية الخاطئة عندما يعتقد أحد المشاركين خطأً أنه لاحظ إشارة اجتماعية معينة في الصورة الموجزة التي تظهر لهم. لذلك، فإن الإشارة الاجتماعية التي يعتقدون أنهم رأوها تحدث في الفيديو لم تكن موجودة. لمعرفة ما إذا كان شخص ما قادرًا على تحديد كلا النوعين من الإشارات بشكل صحيح، يستخدم الباحثون اختبار التعرف على الإشارات الاجتماعية. عندما تُعرف المهمة على أنها مجردة للغاية، فهذا يعني أنها تحتوي على إشارات مجردة، وهي إشارات يمكن استنتاجها من بيئة اجتماعية. سيتكون هذا من الإجراءات والمواقف التي تحتوي على التأثير والأهداف والقواعد. وبالتالي، يعاني الأشخاص المصابون بالفصام من صعوبة في التوصل إلى استنتاجات حول المواقف الاجتماعية والأوضاع التي تتعامل مع الجوانب المجردة. من ناحية أخرى، فإن الأشخاص المصابين بالفصام أفضل في تحديد الميزات التي تستخدم إشارات ملموسة، وهي إشارات يمكن ملاحظتها مباشرة. والسبب في ذلك هو أن القرائن الملموسة تكون أكثر وضوحًا بينما تكون الإشارات المجردة أكثر غموضًا.

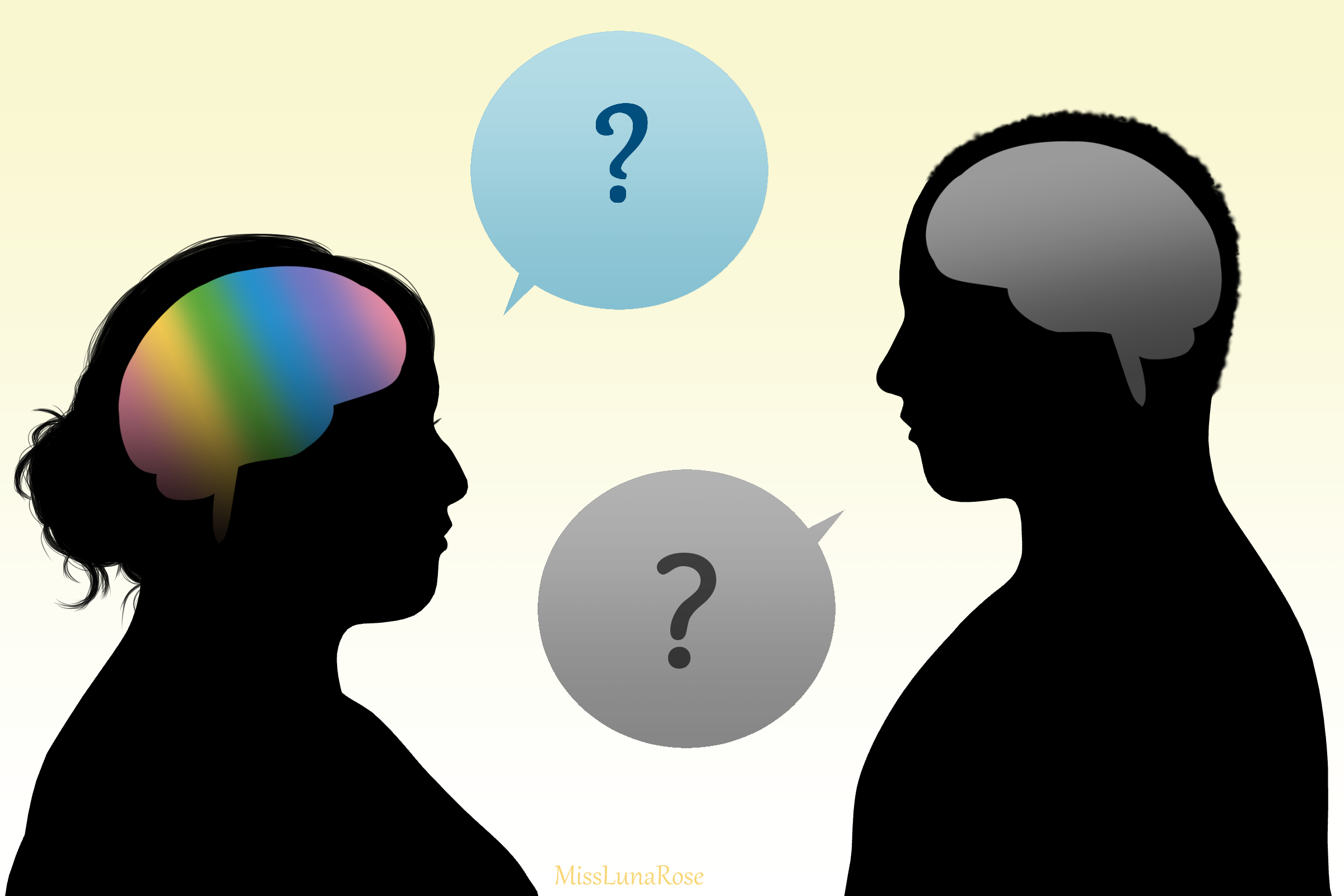
يواجه الأفراد المصابون بالتوحد صعوبة في قراءة الإشارات الاجتماعية بشكل صحيح

### التوحد
غالبًا ما يواجه الأفراد المصابون بالتوحد صعوبة في قراءة الإشارات الاجتماعية بشكل صحيح. يمكن أن يؤدي سوء قراءة الإشارات الاجتماعية إلى تصرف شخص ما، مما قد يؤدي بعد ذلك إلى تفاعلات سلبية ورفض اجتماعي. لذلك، يُعتقد أن الإشارات الاجتماعية هي جانب مهم من جوانب الإدماج والراحة في البيئات الشخصية والشخصية والاجتماعية.
ينص الدليل التشخيصي والإحصائي للاضطرابات النفسية على أن التوحد هو اضطراب نفسي له أعراض متعددة تقع ضمن ثلاث فئات أعراض منفصلة.
1. ضعف في التفاعلات الاجتماعية مثل:
  - ضعف في السلوكيات غير اللفظية المستخدمة في التفاعلات الاجتماعية العادية: نظرة العين إلى العين، وتعبيرات الوجه، والحالة النفسية، والإيماءات
  - الفشل في تكوين علاقات مناسبة مع الأقران
  - عدم مشاركة الاهتمام و/ أو الاستمتاع و/ أو الإنجازات مع الآخرين
  - الافتقار إلى المعاملة بالمثل العاطفية والاجتماعية
2. ضعف في التواصل في أحد الأمور التالية:
  - تأخير أو نقص في تطور اللغة المنطوقة
  - ضعف في القدرة على بدء المحادثة والحفاظ عليها (يتعلق فقط بأولئك الذين لديهم قدر كافٍ من الكلام)
  - اللغة النمطية والمتكررة
  - الافتقار إلى اللعب التخيلي المتنوع والعفوي (التظاهر)، أو اللعب المقلد المناسب لسنهم ومستوى نموهم
3. النماذج النمطية المتكررة والمقيدة للسلوك والاهتمامات والأنشطة في واحد على الأقل مما يلي:
  - التثبيت بنموذج أو أكثر من النماذج النمطية والمقيدة ذات الأهمية التي تكون غير نمطية في التركيز أو الشدة
  - من الواضح أنه لا يتسم بالمرونة تجاه إجراءات أو طقوس معينة وغير وظيفية
  - السلوكيات الحركية النمطية والمستمرة (مثل لف اليد أو الأصابع أو حركات الجسم بالكامل)
  - التثبيت المستمر بأجزاء من الأشياء[65]

تشمل الإعاقات الاجتماعية الرئيسية لأولئك الذين يعانون من طيف التوحد تفسير تعابير الوجه، وفهم لغة الجسد، وفك رموز اتجاه النظرة. تُصنف كل هذه الإشارات الثلاثة ضمن فئة الاتصال غير اللفظي. ومع ذلك، فقد وجدت الأبحاث أن الأطفال المصابين بالتوحد والبالغين المصابين بالتوحد لا يواجهون صعوبة في تحديد الحركات الجسدية البشرية أو لغة الجسد المستخدمة في الأنشطة اليومية والعادية. الجانب الذي يعاني منه المصابون بالتوحد هو أكثر من ذلك هو القدرة المطلوبة لوصف المشاعر المرتبطة بهذه الأنواع من الحركات الجسدية لفظيًا.
يتعلم الأطفال غير المصابين بالتوحد ربط حركات الجسم التي يرونها بالعواطف والحالات العقلية للآخرين عندما يكون لديهم تفاعلات وجهاً لوجه مع الأطفال الآخرين.
إن وجود تفاعلات وجهاً لوجه مع أشخاص آخرين يساعد الأطفال على زيادة معرفتهم بما تمثله حركات الجسم هذه. بعد رؤية هذه التمثيلات تُستخدم عدة مرات، يستطيع الأطفال بعد ذلك تقديم استنتاجات حول التمثيلات والأشخاص الذين يصنعونها. وبالتالي، سيتمكن الأطفال من وضع افتراضات حول الشخص الذي يتفاعلون معه في المستقبل، لأنهم يفهمون بالفعل ما تمثله حركات الجسد أو لغة الجسد.

### القلق الاجتماعي
اضطراب القلق الاجتماعي، المعروف أيضًا باسم الرهاب الاجتماعي، هو اضطراب يحدده الدليل التشخيصي والإحصائي للاضطرابات النفسية على أنه شخص يعاني من بعض مما يلي:
- الخوف المستمر من واحد أو أكثر من المواقف الاجتماعية أو المتعلقة بالأداء والتي يتعرض فيها الشخص المصاب بالخوف لأشخاص غير مألوفين
- يخشى باستمرار أنه سيتعرض للإذلال و/ أو الإحراج و/ أو النقد من قبل هؤلاء الأشخاص غير المألوفين
- عند التعرض للموقف المخيف، يُظهر الشخص قلقًا قد يأخذ شكل نوبة هلع، وقد يكون هذا عند الأطفال صراخًا أو نوبة غضب
- يتجنب الموقف المخيف بأي ثمن
- يؤدي تجنب الموقف المخيف إلى أن يكون المرء في حالة من الضيق مما يؤدي إلى تدخل كبير في الروتين الطبيعي للشخص وعلاقاته وأدائه في أي من المدرسة أو العمل[65]

وُجد أن الأشخاص الذين يعانون من اضطراب القلق الاجتماعي قلقون بشكل مفرط بشأن رفض وموافقة الآخرين من حولهم. بسبب هذا الهوس بما يعتقده الآخرون عنهم، يميل الأشخاص المصابون بهذا الاضطراب إلى التفاعل مع عدد قليل من الأشخاص أو لا يتفاعلون على الإطلاق. ونتيجة لذلك، لا يحصلون على قدر مناسب من التفاعل الاجتماعي، مما يساهم في عجزهم في تفسير المشاعر وتعبيرات الوجه. بشكل أكثر تحديدًا، يميل الأشخاص المصابون باضطراب القلق الاجتماعي إلى التحيز السلبي تجاه كل من تعابير الوجه والعواطف، مما يدفعهم إلى تفسير مثل هذه الإشارات الطبيعية و/ أو السعيدة على أنها سلبية. وجدت الأبحاث السابقة أنه نظرًا لأن الأشخاص الذين يعانون من هذا الاضطراب يميلون إلى التحيز السلبي تجاه الإشارات الاجتماعية، فإنهم يستغرقون وقتًا أطول لمعالجة وفهم الإشارات الاجتماعية التي تمثل السعادة.

### اضطراب نقص الانتباه مع فرط النشاط
يرمز اضطراب نقص الانتباه مع فرط النشاط إلى اضطراب نقص الانتباه / فرط النشاط، وهو اضطراب نفسي يحدث بشكل شائع عند الأطفال والبالغين الذين يعانون أيضًا من صعوبات التعلم.
لقد وجد أن الأطفال الذين يعانون من اضطراب فرط الحركة ونقص الانتباه وإعاقة التعلم يواجهون أيضًا صعوبة في فهم الإشارات الاجتماعية، ولديهم مهارات اجتماعية ضعيفة، ويواجهون صعوبة في تكوين و/ أو الحفاظ على الصداقات، ويواجهون صعوبة في التفاعل مع أفكار ومشاعر الآخرين. ومع ذلك، فإن جزءًا من السبب الذي يجعل الأطفال المصابين باضطراب فرط الحركة ونقص الانتباه يعانون من عجز في المجال الاجتماعي هو افتقارهم إلى التركيز وضبط النفس، مما يعيق قدرتهم على تفسير الإشارات الاجتماعية بشكل صحيح.
وبشكل أكثر تحديدًا، يميل الأشخاص المصابون باضطراب فرط الحركة ونقص الانتباه إلى التركيز على الكثير من الإشارات، مما يمنعهم من تفسير الإشارات الأكثر أهمية. لهذا السبب، يصعب تفسير بعض المواقف الاجتماعية بشكل خاص على الأشخاص المصابين باضطراب فرط الحركة ونقص الانتباه. أحد المواقف التي تفي بهذه المعايير هي عندما ينخدع شخص ما تجاههم. السبب في أن الموقف المخادع قد يكون أصعب بالنسبة لبعض المصابين بهذا الاضطراب هو أن الإشارات الاجتماعية التي يعطيها المرء عندما يكون خادعًا خفية للغاية. نظرًا لأن الأشخاص المصابين باضطراب فرط الحركة ونقص الانتباه يواجهون بالفعل مشكلة في تفسير الإشارات الاجتماعية، فإن الإشارات الاجتماعية الدقيقة سيكون من الصعب على الشخص المصاب بهذا الاضطراب فهمها وتفسيرها.
ومع ذلك، فقد وجدت العديد من الدراسات أن الأشخاص المصابين باضطراب فرط الحركة ونقص الانتباه الذين يتناولون المنشطات أو الأدوية الموصوفة لعلاج اضطراب فرط الحركة ونقص الانتباه أكثر قدرة على تفسير الإشارات الاجتماعية الأكثر أهمية. ونتيجة لذلك، يكونون أفضل في التفاعل والتواصل مع الآخرين، مما يمكنهم بعد ذلك من تكوين صداقات أو علاقات أفضل والحفاظ عليها.

## في التواصل عبر الإنترنت
يختلف التواصل عبر الإنترنت كثيرًا عن التواصل مع الآخرين وجهًا لوجه. حدد ماكينا وبارج أربعة اختلافات رئيسية بين التواصل وجهًا لوجه والتواصل الذي يحدث على الإنترنت.
هذه الاختلافات الأربعة هي:
1. إخفاء الهوية
2. المسافة المادية
3. مظهر جسماني
4. الوقت

إخفاء الهوية هي ميزة رئيسية يمكن أن توفرها الاتصالات عبر الإنترنت. ليس فقط أنك غير قادر على رؤية وجه الشخص الذي تراسله عبر البريد الإلكتروني أو تتواصل معه، ولكنهم أيضًا غير قادرين على رؤية وجهك. يمكن أن تكون هذه ميزة إيجابية للغاية لأولئك الذين يعانون من القلق الاجتماعي أو الذين يعانون من اضطراب القلق الاجتماعي لأنها تقضي على إمكانية التعرض للإهانة و/ أو الإحراج علانية، وهو أمر يثير قلق معظم الأشخاص القلقين اجتماعيًا. نتيجة لذلك، يميل الأشخاص الذين يعانون من القلق الاجتماعي إلى الانفتاح بشكل أكبر، مما يسمح لهم بالاقتراب من الآخرين وتكوين المزيد من العلاقات معهم.
من ناحية أخرى، يمكن أن يتسبب عدم الكشف عن هويته في فقدان الهوية، وهو عندما لا يكون الفرد فردًا، بل يُنظر إليه فقط على أنه جزء من مجموعة. بمعنى آخر، عندما يشعر المرء أنه مجرد شخص واحد من بين ألف شخص آخر، ولهذا السبب، لا يمكن ملاحظته.
وجد أن هذا يجعل بعض الناس يتصرفون بشكل أكثر اندفاعًا وقلة في المراقبة الذاتية. هذا النوع من السلوك والتفكير يمكن أن يجعل المرء أكثر فظاظة وعدوانية تجاه الأشخاص الذين يتواصل معهم. ومع ذلك، يمكن أن تكون الردود الفظة والعدوانية أيضًا بسبب حقيقة أن الشخص لا يتواصل مع الشخص الآخر وجهًا لوجه. ومع ذلك، اقترح آخرون أن كان انخفاض توافر الإشارات الاجتماعية يؤدي إلى سلوك سلبي أم لا قد يعتمد على الموقف وأهداف الفرد.
على عكس الاتصال وجهاً لوجه، فإن المسافة المادية والقرب ليسا عائقين أمام التواصل عبر الإنترنت. يتيح الإنترنت للأشخاص من جميع أنحاء العالم الالتقاء والتفاعل مع بعضهم بعضاً بغض النظر عن المدينة أو البلد الذي يعيش فيه المرء، يمكن للمرء أن يتواصل أو يتفاعل مع أي شخص حول العالم موجود أيضًا على الإنترنت. نتيجة لذلك، يستطيع الأشخاص تكوين صداقات والتواصل مع الآخرين الذين لم يكونوا قادرين على ذلك عادةً بسبب المسافة الجسدية. علاوة على ذلك، يُطلب من الأشخاص التواصل والبقاء على اتصال مع عائلاتهم وأصدقائهم الذين قد يعيشون بعيدًا جدًا لزيارتهم بشكل منتظم.
كما هو الحال مع المسافة المادية، فإن الوقت هو ميزة لا تهم عندما يتصل المرء على الإنترنت. على سبيل المثال، يمكن للأشخاص التواصل مع الآخرين حتى لو كان الشخص (الأشخاص) الذين يتواصلون معهم غير متصل بالإنترنت في نفس الوقت. طريقة واحدة للقيام بذلك هي من خلال عملية البريد الإلكتروني.
من خلال التواصل عبر البريد الإلكتروني، يمكن للمرء أن يرسل رسالة إلى شخص آخر في أي وقت. يسمح استخدام البريد الإلكتروني أيضًا للفرد بالتفكير فيما يود قوله وتعديل رده قبل إرساله. علاوة على ذلك، عندما يتلقى الشخص بريدًا إلكترونيًا، لا يتعين عليه الرد على الفور؛ لا يوجد قيود زمنية على الوقت الذي يجب على المرء أن يستجيب فيه.
إلى جانب القرب والوقت، يعد المظهر الجسدي عاملاً آخر في الإنترنت ليس له أهمية. لا يستطيع الناس رؤية الخصائص الجسدية للشخص أو الأشخاص الذين يتفاعلون معهم على الإنترنت. يضع هذا الشرط لإمكانية أن يتحدث الناس مع الآخرين أنهم لا يفعلون ذلك عادةً إذا كانوا يرون الشخص وجهًا لوجه. لذلك، يمكن للناس التواصل على مستوى أكثر وضوحا وإنشاء علاقات أوثق، على الرغم من الانجذاب الجسدي. يعتبر هذا أيضًا جانبًا إيجابيًا للغاية بشأن الإنترنت.
من السمات الإيجابية للإنترنت أنها تستضيف الملايين من غرف الدردشة والمدونات المختلفة التي تسمح للأشخاص بالتواصل مع الآخرين الذين يشاركونهم نفس الاهتمامات والقيم. لا يمكّن هذا الأشخاص من العثور على أشخاص مشابهين لهم فحسب، بل يتيح لهم أيضًا العثور على الدعم العاطفي. ومع ذلك، فإن قدرة الأشخاص على التواصل مع الآخرين من ذوي التفكير المماثل عبر الإنترنت لها أيضًا آثار سلبية. إحدى السمات السلبية هي أنه يسمح للناس بالالتقاء والتحدث عن مواضيع مثل القتل؛ والأخرى هي تنظيم مجموعات الكراهية.
يمكن أن يؤدي عدم وجود إشارات اجتماعية معينة من خلال الإنترنت إلى المزيد من حالات سوء الفهم أكثر ممّا لو كان الاتصال وجهاً لوجه. على سبيل المثال، عند قراءة رسالة بريد إلكتروني، لا يتمكن الأشخاص من سماع صوت المرسل أو رؤية تعبيرات وجهه؛ إذ أن كلاً من الصوت وتعبيرات الوجه إشارات اجتماعية مهمة تعطي الشخص قدرة لفهم ما يشعر به الآخر، وبدونها يمكن أن يكون الشخص أكثر عرضة لسوء تفسير ما ينقله الآخر في رسالته إلكترونية. 